# 郭子直
郭子直（1528年—1606年），字舜舉，號汾源（汾原），浙江杭州府海寧縣民籍，嘉興府崇德縣人，明朝政治人物。

## 生平
隆慶四年（1570年）舉庚午科順天鄉試第五十三名，隆慶五年（1571年）聯登辛未科第三甲第六名進士。礼部觀政，授行人，萬曆二年（1574年）升礼部主事，萬曆三年（1575年）七月与监生梁椿延、上林苑监署丞徐继孝、锦衣卫千户李如柏等人会饮，私放火炮，声彻大内，被降边方杂职，降懷仁縣典史，萬曆四年（1576年）升任河南尉氏縣知縣。五年升南京兵部武庫司主事，提督武學，雙親相繼去世丁憂歸。萬曆十年（1582年）复除兵部武库司主事，清理贴黄，十二年升员外郎，十三年六月升广东佥事、提督学政，十七年二月升迁山西冀宁道右参议，驻省城。在晋八月，十八年升福建副使，十九年十一月被兵科给事中张贞观论劾，调简僻。二十年辞官归乡。家居十五年，萬曆三十三年冬卒，享年七十九。著有《二京三游》、《中林》等。

## 家族
曾祖父郭權；祖父郭皜，號東白，醫學正科 封雲南府推官；父郭鼎，號梅岩，福建運司副使。母吳氏（封孺人）；前母沈氏（贈孺人）。具庆下。弟郭子立（冠帶医士）、郭子宣。